# RaboSter Zeeuwsche Eilanden
Le RaboSter Zeeuwsche Eilanden (en français : Étoile des îles zélandaises) est une course cycliste par étapes féminine néerlandaise disputée en Zélande. Créé en 1998, il s'est appelé Ster van Walcheren (Étoile de Walcheren, du nom de l'île zélandaise de Walcheren) jusqu'en 2004. Il fait partie du calendrier de l'Union cycliste internationale en catégorie 2.2.

## Palmarès
| Année | Vainqueur            | 2e                    | 3e                       |
| 1998  | Valentina Polkhanova | Chantal Beltman       | Mariëlle van Scheppingen |
| 1999  | Hanka Kupfernagel    | Debby Mansveld        | Ghita Beltman            |
| 2000  | Hanka Kupfernagel    | Edith Klep-Moerenhout | Sandra Rombouts          |
| 2001  | Lada Kozlíková       | Andrea Bosman         | Anouska van der Zee      |
| 2002  | Leontien van Moorsel | Vera Koedooder        | Frances Newstead         |
| 2003  | Mirjam Melchers      | Loes Gunnewijk        | Vera Koedooder           |
| 2004  | Chantal Beltman      | Loes Gunnewijk        | Katherine Bates          |
| 2005  | Mirjam Melchers      | Loes Gunnewijk        | Chantal Beltman          |
| 2006  | Kirsten Wild         | Marianne Vos          | Linda Villumsen          |
| 2007  | Marianne Vos         | Kirsten Wild          | Mirjam Melchers          |
| 2008  | Ina-Yoko Teutenberg  | Kirsten Wild          | Ellen van Dijk           |
| 2009  | Ina-Yoko Teutenberg  | Chantal Beltman       | Linda Villumsen          |
| 2010  | Kirsten Wild         | Iris Slappendel       | Annemiek van Vleuten     |
| 2011  | Marianne Vos         | Kirsten Wild          | Sarah Düster             |
| 2012  | Kirsten Wild         | Amy Cure              | Amy Pieters              |